# 務安駅
務安駅（ムアンえき）は大韓民国全羅南道務安郡夢灘面にある、韓国鉄道公社の駅である。

## 利用可能な路線
ムグンファ号のみ停車。一部のムグンファ号は通過する。
2004年4月、韓国高速鉄道開業に伴う時刻改正により、セマウル号が一日一往復停車するようになった。しかし利用が少なかったため、2004年7月にセマウル号の停車は取りやめられた。
- 韓国鉄道公社
  - 湖南線

## 駅構造

### のりば
| ホーム | 路線   | 行先                                               |
| ------ | ------ | -------------------------------------------------- |
| 1・2   | 湖南線 | 龍山・西大田・光州松汀・光州・順天・麗水・釜田方面 |
| 3・4   | 湖南線 | 木浦方面                                           |

## 駅周辺
旧駅名の由来となった社倉里の集落からは離れた場所にあり、周囲に人家は少ない。
- 昊潭航空宇宙展示場社倉里出身で元空軍参謀総長の玉滿鎬により開設。朝鮮戦争・ベトナム戦争当時の軍用機を展示する[3][4]。平日の駅利用者は、列車利用体験を兼ねてこの展示場を訪れる幼児の団体が多い[5]。
- 夢灘北初等学校児童数減少のため、2009年に夢灘初等学校に統合された。統合後も夢灘初等学校の校舎が改築のため、旧夢灘北初等学校の校舎が仮校舎として使用されていたが、2010年5月に改築工事が完了、その後は旧夢灘北初等学校の校舎は使用されていない。

## 歴史
1938年（昭和13年）5月1日、朝鮮総督府鉄道湖南線の鶴橋（後の咸平）-夢灘間に社倉（しゃそう、現地語読みではサチャン）駅として開業、当初は駅員無配置の簡易停車場であった。なお、1913年（大正2年）5月15日、湖南線の鶴橋-木浦間の開業と同時に当駅の営業が開始されたとする資料は多いが、同区間の開業時に出された朝鮮総督府の告示は、鶴橋-夢灘間に駅を示していない。
1985年には、務安郡庁のある務安邑から最も近い駅であることから、「務安駅」に改称された。
- 1938年5月1日 - 社倉駅として開業[8][9][10]。
- 1944年6月15日 - 運輸営業廃止[11]。
- 1985年8月12日 - 務安駅に改称、普通駅に昇格[12]。
- 1994年4月1日 - 小荷物取り扱い中止[13]。

## 隣の駅
韓国鉄道公社
湖南線
咸平駅 - 務安駅  - 夢灘駅